# Corote
Corote, também chamado de  Barrilzinho, Barrigudinha e Caninha da Roça, é uma bebida alcoólica fabricada pela Corote Sabores, subsidiária da Missiato criada em 2015. A bebida é conhecida pelo alto teor alcoólico (500 ml a 13,5%) e por custar muito barato, com o preço chegando a R$ 3,00. O corote é feito de vodca com essências de frutas. A bebida é filtrada sete vezes e tri-destilada para evitar a dor de cabeça na ressaca. Seus sabores são limão, morango, pêssego, maracujá, blueberry, canelinha, açaí com catuaba e menta. O sabor tutti-frutti foi lançado durante o carnaval de 2019. Em novembro do mesmo ano, foi lançado o sabor baunilha com limão. O corote também é consumido como drink.

A bebida foi criada para atender ao público universitário e de baixa renda. Inicialmente, foi divulgada em atléticas de faculdades do interior de São Paulo, mas a marca cresceu e está entre as patrocinadoras de grandes festas como Tusca, InterUnesp e Federal Fantasy. Ela tornou-se muito popular, sendo um sucesso no carnaval de 2019.